# Lijst van All Elite Wrestling-pay-per-view-evenementen
Dit is een chronologische lijst van All Elite Wrestling pay-per-view evenementen dat georganiseerd en geproduceerd werden door de Amerikaanse worstelorganisatie All Elite Wrestling (AEW).
AEW's inaugurele pay-per-view (PPV) evenement vond plaats op 25 mei 2019 genaamd Double or Nothing.
De pay-per-view evenementen van AEW zijn beschikbaar op WarnerMedia en B/R Live in de Verenigde Staten en Canada en internationaal op FITE TV. Op 19 februari 2020, had AEW een nieuwe deal voor mediarechten afgesloten met de Duitse mediabedrijf Sky Deutschland om pay-per-views uit te zenden op Sky Select Event. Op 25 juli 2020, had AEW een deal afgesloten met Sky Italia om pay-per-views uit te zenden op Sky Primafila. Op 2 augustus 2021 tekende AEW een deal met Eurosport om hun televisieprogramma's en PPV's in India uit te zenden.

## Tijdlijn van evenementen

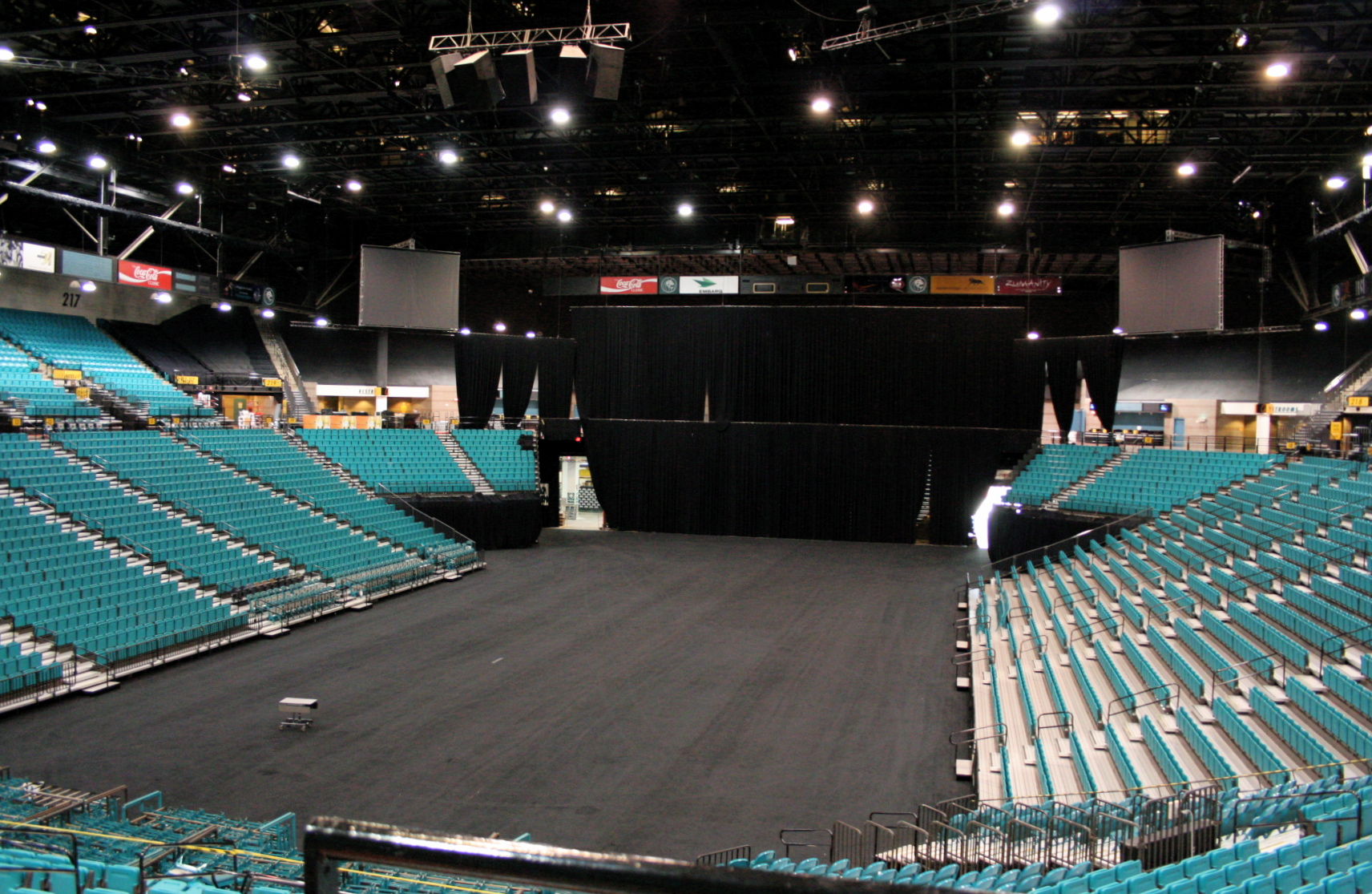
MGM Grand Garden Arena hoste AEW's inaugurele PPV evenement, Double or Nothing.

### 2019
| Evenement            | Datum            | Stad                        | Locatie                | Main Event |
| -------------------- | ---------------- | --------------------------- | ---------------------- | --- |
| Double or Nothing    | 25 mei 2019      | Paradise, Las Vegas, Nevada | MGM Grand Garden Arena | Chris Jericho vs. Kenny Omega Winnaar ging tegen Adam Page (Casino Battle Royale winnaar) voor het inaugurele AEW World Championship bij het evenement All Out. |
| Fyter Fest           | 29 juni 2019     | Daytona Beach, Florida      | Ocean Center           | Jon Moxley vs. Joey Janela in een Unsanctioned match |
| Fight for the Fallen | 13 juli 2019     | Jacksonville, Florida       | Daily's Place          | The Young Bucks (Matt & Nick Jackson) vs. The Brotherhood (Cody & Dustin Rhodes)                                                                                |
| All Out              | 31 augustus 2019 | Hoffman Estates, Illinois   | Sears Centre Arena     | Chris Jericho vs. Adam Page voor het inaugurele AEW World Championship                                                                                          |
| Full Gear            | 9 november 2019  | Baltimore, Maryland         | Royal Farms Arena      | Jon Moxley vs. Kenny Omega in een Unsanctioned Lights Out match                                                                                                 |

### 2020
| Evenement         | Datum            | Stad                  | Locatie                       | Main Event |
| ----------------- | ---------------- | --------------------- | ----------------------------- | --- |
| Revolution        | 29 februari 2020 | Chicago, Illinois     | Wintrust Arena                | Jon Moxley vs. Chris Jericho (c) (met Santana en Ortiz) voor het AEW World Championship                                                                                             |
| Double or Nothing | 23 mei 2020      | Jacksonville, Florida | Daily's Place TIAA Bank Field | Matt Hardy & The Elite (Adam Page, Kenny Omega, Matt & Nick Jackson) vs. The Inner Circle (Chris Jericho, Jake Hager, Sammy Guevara, Santana & Ortiz) in een Stadium Stampede match |
| All Out           | 5 september 2020 | Jacksonville, Florida | Daily's Place                 | Jon Moxley (c) vs. MJF (met Wardlow) voor het AEW World Championship |
| Full Gear         | 7 november 2020  | Jacksonville, Florida | Daily's Place                 | Jon Moxley (c) vs. Eddie Kingston in een "I Quit" match voor het AEW World Championship                                                                                             |

### 2021
| Evenement         | Datum            | Stad                               | Locatie       | Main Event |
| ----------------- | ---------------- | ---------------------------------- | ------------- | --- |
| Revolution        | 7 maart 2021     | Jacksonville, Florida              | Daily's Place | Kenny Omega (c) (met Don Callis) vs. Jon Moxley in een Exploding Barbed Wire Deathmatch voor het AEW World Championship                                                                                    |
| Double or Nothing | 30 mei 2021      | Jacksonville, Florida              | Daily's Place | The Inner Circle (Chris Jericho, Jake Hager, Sammy Guevara, Santana & Ortiz) vs. The Pinnacle (MJF, Wardlow, Shawn Spears, Cash Wheeler & Dax Harwood) (met Tully Blanchard) in een Stadium Stampede match |
| All Out           | 5 september 2021 | Chicago, Hoffman Estates, Illinois | Now Arena     | Kenny Omega (c) (met Don Callis) vs. Christian Cage voor het AEW World Championship |
| Full Gear         | 13 november 2021 | Minneapolis, Minnesota             | Target Center | N.T.B. |

### 2022
| Evenement  | Datum        | Stad             | Locatie                  | Main Event                                                            |
| ---------- | ------------ | ---------------- | ------------------------ | --------------------------------------------------------------------- |
| Revolution | 6 maart 2022 | Orlando, Florida | Addition Financial Arena | "Hangman" Adam Page (c) vs. Adam Cole voor het AEW World Championship |

## Aankomende evenementen

### 2022
| Evenement                | Datum        | Stad              | Locatie        | Main Event                                                          |
| ------------------------ | ------------ | ----------------- | -------------- | ------------------------------------------------------------------- |
| Double or Nothing        | 29 mai 2022  | Paradise, Nevada  | T-Mobile Arena | "Hangman" Adam Page (c) vs. CM Punk voor het AEW World Championship |
| AEW×NJPW: Forbidden Door | 26 juni 2022 | Chicago, Illinois | United Center  | Aangekondigd worden                                                 |